# آلن آلبوروف
آلن آلبوروف (روسی: Алан Александрович Алборов؛ زادهٔ ۲۸ اکتبر ۱۹۸۹) بازیکن فوتبال است. 
از باشگاه‌هایی که در آن بازی کرده‌است می‌توان به باشگاه فوتبال اسپارتاک ولادی‌قفقاز اشاره کرد.